# Буковский, Владимир Иосифович
Влади́мир Ио́сифович Буко́вский (латыш. Vladimirs Bukovskis; 1867 — 7 июля 1937) — сенатор Латвийской Республики, профессор Латвийского университета.
Владимир Иосифович Буковский родился в 1867 году в Царском Селе у Иосифа Антона Казимира Буковского и Каролины Квятковской.
В 1894 году с отличием окончил юридический факультет Санкт-Петербургского университета. Поступил на службу в Третий департамент Санкт-Петербургской судебной палаты, пересматривающий кассационные гражданские дела трёх прибалтийских губерний.
В 1902 году назначен судьей Митавского окружного суда.
В 1903 году женился на Альме Луизе Грюнервальд. В браке родилось четыре сына, младший — Лев Буковский — станет известным скульптором.
В 1906 году назначен судьёй Рижского окружного суда.
В 1914 году в связи с эвакуацией судебных учреждений оказался в Санкт-Петербурге. Назначен помощником начальника юрисконсульского отдела при Высшем законодательном совете.
В конце 1918 года переправил семью в Ригу и в феврале 1919, при помощи президента Яниса Чаксте, вернулся в Ригу сам.
31 августа 1920 года получил поручение министра юстиции Латвии Рудольфа Бенуса сформировать комиссию по разработке Гражданского кодекса новой Латвийской Республики. Возглавлял комиссию до принятия Гражданского кодекса Латвии в 1937 году. Параллельно преподавал в Латвийском университете.
С 1921 года доцент кафедры гражданского процесса и нотариального права Латвийского университета.
В 1931 году защитил докторскую диссертацию на тему «Юридическая конструкция исков о признании завещаний недействительными». В том же году избран на должность профессора. Первый доктор права, получивший это звание в Латвийском университете.
С 23 января 1934 года — член гражданского департамента Сената Латвийской республики.
С 5 марта 1935 года — член Латвийского национального отделения бюро юристов балтийских стран.
7 июля 1937 года умер от приступа стенокардии в своей квартире в Риге.
Был похоронен на Покровском кладбище. В 1958 году рядом с Владимиром Иосифовичем была похоронена его жена. В связи с начавшейся в советское время ликвидацией Покровского кладбища был перезахоронен на 1-м Лесном кладбище.

## Работы
- 1901 г. — Судебная практика III-го Гражданскаго департамента С.-Петербургской судебной палаты за десятилетие 1890—1900 гг. по вопросам материального и процессуального права, действующего в Прибалтийском крае.
- 1903 г. — Гражданские законы губерний Прибалтийских и практика по ним Правительствующего Сената и Санкт-Петербургской Судебной Палаты
- 1909 г. — Гражданские законы губерний Прибалтийских с разъяснениями
- 1914 г. — Свод гражданских узаконений губерний Прибалтийских : с продолжением 1912—1914 г.г. и с разъяснениями : в 2 томах. Том 1, содержащий Введение, Право семейственное, Право вещное и Право наследования
- 1914 г. — Свод гражданских узаконений губерний Прибалтийских : с продолжением 1912—1914 г.г. и с разъяснениями : в 2 томах. Том 2, содержащий Право требований
- 1925 г. — Устав гражданского судопроизводства с изменениями и дополнениями, последовавшими по 1924 г. — Рига: Вальтерс и Рапа, 1925
- 1932 г. — «Учебник гражданского процесса» (впервые в Латвии на латышском языке)
- 1933 г. — «Комментарии к нотариальному положению»

## Награды
Владимир Иосифович Буковский награждён орденами четырёх государств:
- российскими:
  - Орден Святой Анны 2-й степени;
  - Орден Святого Владимира 4-й степени;
  - Медаль «В память 300-летия царствования дома Романовых»;
  - Орден Святого Станислава;

- латвийским:
  - Орден Трёх звёзд 3-й степени;

- литовским:
  - Орден Великого князя Литовского Гядиминаса 3-й степени;

- эстонским:
  - Орден Орлиного креста 2-й степени.